# Kalonda (Románia)
Kalonda (románul: Calonda, egyéb neve Várpatak) falu Romániában, Hargita megyében.

## Története
Korond része. A trianoni békeszerződés előtt Udvarhely vármegye Parajdi járásához tartozott.

## Népessége
2002-ben 34 lakosa volt, mindenki magyar.

## Vallások
Lakói római katolikusok.